# Bušilica za papir
Bušilica za papir (ili perforator) je uredski alat pomoću kojeg se buše rupe na definiranoj udaljenosti od ruba lista. Svrha bušenja rupa je ulaganje papira u odgovarajuće korice za odlaganje spisa, s mehanizmom za prihvat (fascikli, registratori i slično).

## Povijest
Bušilicu je izumio Friedrich Soennecken, 14. studenog 1886. u Bonnu. Prvu pojedinačnu bušilicu za papir ("Phoenix") prodala je tvrtka Leitz iz Stuttgarta, 1901. godine.

## Tehnički podatci
Najčešći standard za veličinu i razmak rupa opisan je u međunarodnoj normi ISO 838. Rupe su promjera od 6 ± 0,5 mm. Udaljenost sredine rupa je 80 ± 0,5 mm i imaju udaljenosti od 12 ± 1 mm do ruba papira.